# 熱中時代
《熱中時代》由1978年10月6日至1979年3月30日放映。最終回在日本的收視率高達46.7%，創下了當時收視的記錄。之後，在1979年4月7日～10月6日放映刑事篇、及1980年7月5日～1981年3月28日放映校園篇第2輯。這兩輯的平均收視率亦有34.1%的記錄。1984年～1985年本劇在香港無綫電視明珠台的的日語劇場時段播放。
2002年，《熱中時代 DVD-BOX》推出，全套有7片DVD，共26話。
全四輯：
- 《熱中時代・校園篇》
- 《熱中時代・刑事篇》
- 《熱中時代・校園篇第2輯》

## 外部連結
- 《熱中時代》簡介（日語）